# Giải Rolf Schock
Giải Rolf Schock là một giải thưởng của Thụy Điển, được thành lập từ năm 1993 và được trao mỗi 2 năm. Giải được thành lập do vốn hiến tặng của triết gia kiêm nghệ sĩ Rolf Schock (1933–1986). Số tiền của mỗi phần thưởng hiện nay là
400.000 krona Thụy Điển (khoảng 59.000 dollar Mỹ)
Giải chia thành 4 thể loại và do các ủy ban gồm 3 viện sĩ viện Hàn lâm Hoàng gia Thụy Điển quyết định:
- Logic và Triết học (do Viện Hàn lâm Khoa học Hoàng gia Thụy Điển quyết định)
- Toán học (do Viện Hàn lâm Khoa học Hoàng gia Thụy Điển quyết định)
- Nghệ thuật nhìn (do Viện Hàn lâm Nghệ thuật Hoàng gia Thụy Điển quyết định)
- Âm nhạc (do Viện Hàn lâm Âm nhạc Hoàng gia Thụy Điển quyết định)

## Các người đoạt giải Logic và Triết học
| Năm  | Tên              | Nước            |
| ---- | ---------------- | --------------- |
| 1993 | Willard V. Quine | Hoa Kỳ          |
| 1995 | Michael Dummett  | Anh Quốc        |
| 1997 | Dana S. Scott    | Hoa Kỳ          |
| 1999 | John Rawls       | Hoa Kỳ          |
| 2001 | Saul A. Kripke   | Hoa Kỳ          |
| 2003 | Solomon Feferman | Hoa Kỳ          |
| 2005 | Jaakko Hintikka  | Phần Lan        |
| 2008 | Thomas Nagel     | Nam Tư / Hoa Kỳ |
| 2011 | Hilary Putnam    | Hoa Kỳ          |
| 2014 | Derek Parfit     | Anh Quốc        |

## Các người đoạt giải Toán học
| Năm  | Tên                | Nước             |
| ---- | ------------------ | ---------------- |
| 1993 | Elias M. Stein     | Hoa Kỳ           |
| 1995 | Andrew Wiles       | Anh Quốc         |
| 1997 | Mikio Sato         | Nhật Bản         |
| 1999 | Yurij Manin        | Nga              |
| 2001 | Elliott H. Lieb    | Hoa Kỳ           |
| 2003 | Richard P. Stanley | Hoa Kỳ           |
| 2005 | Luis Caffarelli    | Argentina        |
| 2008 | Endre Szemerédi    | Hungary / Hoa Kỳ |
| 2011 | Michael Aschbacher | Hoa Kỳ           |
| 2014 | Yitang Zhang       | Hoa Kỳ           |

## Các người đoạt giải Nghệ thuật nhìn
| Năm  | Tên                                  | Nước               |
| ---- | ------------------------------------ | ------------------ |
| 1993 | Rafael Moneo                         | Tây Ban Nha        |
| 1995 | Claes Oldenburg                      | Thụy Điển / Hoa Kỳ |
| 1997 | Torsten Andersson                    | Thụy Điển          |
| 1999 | Jacques Herzog và Pierre de Meuron   | Thụy Sĩ            |
| 2001 | Giuseppe Penone                      | Ý                  |
| 2003 | Susan Rothenberg                     | Hoa Kỳ             |
| 2005 | Kazuyo Sejima và Ryue Nishizawa      | Nhật Bản           |
| 2008 | Mona Hatoum                          | Liban / Anh Quốc   |
| 2011 | Marlene Dumas                        | Nam Phi / Hà Lan   |
| 2014 | Anne Lacaton và Jean-Philippe Vassal | Pháp               |

## Các người đoạt giải Âm nhạc
| Năm  | Tên                  | Nước         |
| ---- | -------------------- | ------------ |
| 1993 | Ingvar Lidholm       | Thụy Điển    |
| 1995 | György Ligeti        | România / Áo |
| 1997 | Jorma Panula         | Phần Lan     |
| 1999 | Kronos Quartet       | Hoa Kỳ       |
| 2001 | Kaija Saariaho       | Phần Lan     |
| 2003 | Anne-Sofie von Otter | Thụy Điển    |
| 2005 | Mauricio Kagel       | Argentina    |
| 2008 | Gidon Kremer         | Latvia       |
| 2011 | Andrew Manze         | Anh Quốc     |
| 2014 | Herbert Blomstedt    | Thụy Điển    |